# Petite Serène
La Petite Serène ou  Serène de Vabre est une rivière française qui coule dans le département de l'Aveyron, en région Occitanie. C'est un affluent de la Serène en rive droite, donc un sous-affluent de la Garonne par l'Aveyron puis par le Tarn. 

## Géographie
De 13,6 km de longueur, la Petite Serène prend sa source sur la commune de La Capelle-Bleys et se jette dans la Serène sur la commune de La Fouillade.

## Départements et communes traversées
- Aveyron : La Fouillade, Lunac,  La Capelle-Bleys.

## Principaux affluents
- Le Ruisseau du Méjanet 4,4 km